# 青葉女学院
青葉女学院（あおばじょがくいん）は、明治から昭和初期にかけて宮城県仙台市にあった日本聖公会が運営する、婦人伝道師や幼稚園保姆、児童教育者を養成する学校である。1898年（明治31年）9月に創設され、1941年（昭和16年）に廃校となった。当時、東北地方唯一の保姆養成機関として、キリスト教主義幼稚園だけでなく、一般の幼稚園へも広く人材を供給した。
戦後、青葉女学院の復興が進められ、1956年（昭和31年）に学校法人聖公会青葉学園「聖クリストファ幼稚園」が開園して現在に至っている。
学校法人北杜学園が運営する仙台青葉学院短期大学、仙台青葉学院大学（2024年4月開学）とは関係はない。

## 概要

### 東北の伝道開拓
1891年（明治24年）、日本聖公会の組織成立から4年目となったこの年、日本聖公会北東京地方部監督であったジョン・マキムの指導のもと、長老のジョン・ウォーラー（カナダ聖公会）、伝道師の佐藤国三郎と白石村治が福島に派遣される。
1892年（明治25年）、ミス・サザン（アメリカ）、伝道師の小畑貞恵、松下一郎、田中花子、持川トラ、筒井くに、が青森に派遣される。
1893年（明治26年）、長老のH.S.ジェフリースと田井正一、伝道師の白石村治ほか数名の伝道師が仙台に派遣される。
その後、伝道集会、裁縫学校、幼稚園、日曜学校等による宣教活動が東北の各都市において開始される。当時の活動の代表人物に長老のメードレーがおり、同師は1898年（明治31年）の弘前を振り出しとして、青森、弘前、秋田、仙台、福島、郡山、若松、山形、二本松、米沢、平、盛岡、白河等、14の教会の主任あるいは管理長老として活躍した。

### 青葉女学院の歴史
1898年（明治31年）9月、ジョン・マキムが仙台に婦人伝道師を養成する女学校（後の青葉女学院）を創設。
1913年（大正2年）に、「青葉女学院」と改称して保姆養成部を併設。保姆養成部の教育目的は、「幼稚園保姆及び将来児童を指導すべき者を養成するを以て目的となし更に幼稚園伝道事業の為に得に訓練をなすものとす。」であった。
保姆養成部の教育課程は、児童心理学、幼稚園原理、聖書、日曜学校教授法、英語、国文学、説話、音楽、手工、教材教育、衛生、図画、体操、博物、教育史が盛り込まれていた。
2年間の授業のうち、2年目の午前中には関係の幼稚園に行って実習を行い、午後は女学院での授業を受けていたとされる。
当時の青葉幼稚園は、同じ聖公会が設立した米国コロンビア大学の幼児教育専門課程を経た教授陣によって、フレーベルのキリスト教主義幼児教育に基づきながらも、新理論である自由作業、自由遊戯、自由会話等も加えた保育が実践された。
修業期間は2年で、毎年10名程度の保姆を送り出し、東北地方唯一の保姆養成機関として、キリスト教主義幼稚園だけでなく、一般の幼稚園へも人材を供給した。
1918年（大正7年）の3月から1年間、後に帯広の双葉幼稚園の2代目園長を務めた臼田梅が保姆資格取得のため青葉女学院に学んだ。双葉幼稚園は、1911年（明治44年）に当初は帯広聖公会の集会所を使って開園した幼稚園で、新園舎の建築が計画される中、専門知識のある専任保姆が必要となっていた。
臼田梅は、青葉女学院で学ぶ中で、当時学院長であったランソン女史と、コレル女史と親交を結び、その後の双葉幼稚園の発展に貢献した。（帯広の双葉幼稚園は、2013年（平成25年）に第100回目卒業式を終えて閉園となったが、1922年（大正11年）竣工の旧双葉幼稚園舎は現存しており、2017年（平成29年）には国の重要文化財の指定を受けている。）
日米関係の悪化により、1940年（昭和15年）の8月から9月にかけて日本聖公会が米国聖公会からの経済的独立を決定。
1941年（昭和16年）7月には、本国政府の指示により日本在住の米英人教員の帰国が相次ぎ、同年に青葉女学院も廃校となった。

### 戦後の復興
1956年（昭和31年）、日本聖公会東北教区主教の中村信蔵が、主教座聖堂仙台基督教会礼拝堂の建設に伴い、住まいを弘前から仙台へと移し、青葉女学院復興、変容貌修女会開設により、仙台は教区の中心として発展していくこととなる。
中村は、青葉女学院の復興のため、青葉女学院と幼稚園を開設する目的で、オハイオ州グレンデールの変容貌修女会にシスターを派遣してほしいと要請した。
同1956年（昭和31年）、シスター・マリヤ・マーガレットとシスター・アースラが仙台に着任し、変容貌修女会仙台支部が開設される。同年9月、学校法人聖公会青葉学園「聖クリストファ幼稚園」が開園し、シスター・マリヤは初代園長として15年間、幼児へのキリスト教教育・宣教と育成に務めた。
聖クリストファ幼稚園は日本聖公会仙台聖フランシス教会附属の幼稚園として教会に併設されている。